# アル・ホルバート

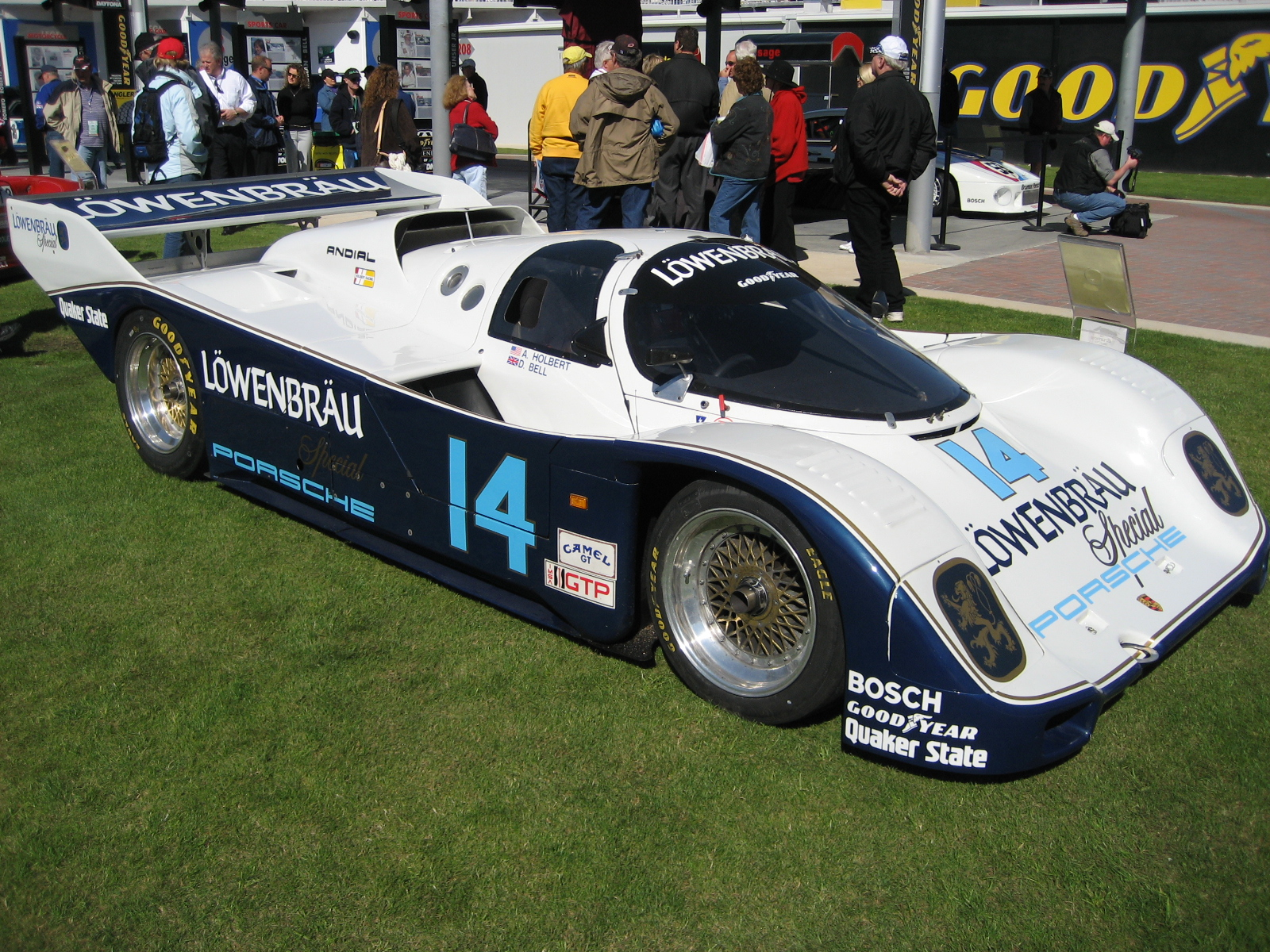
ホルバートがチャンピオンを獲得した、レーベンブロイカラーのポルシェ・962

アル・ホルバート（英語：Alvah Robert "Al" Holbert、1946年11月11日 - 1988年9月30日）は、アメリカ合衆国・ペンシルベニア州出身のレーシングドライバーで、IMSA GTシリーズで5度のチャンピオンを獲得した。

## 経歴
ホルバートの父はレーシングドライバーのボブ・ホルバートで、ペンシルベニア州ウォリントンでフォルクスワーゲンとポルシェのディーラーを経営していた。ホルバートはリーハイ大学在学中にロジャー・ペンスキーのもとで働いた。1971年、ホルバートはポルシェをドライブしてレースに初優勝し、1974年にプロドライバーに転向した。ホルバートは初のシボレー・モンザをドライブしてIMSAのタイトルを1976年に初めて獲得すると、翌1977年もIMSAタイトルを制した。ポルシェのサポートを受けていたホルバートは、ポルシェの技術者にモンザを点検させた。その後ポルシェはターボ車の934を投入し、以後数年にわたりIMSAを支配した。また、ホルバートもポルシェに車両を変更した。
1976年から1979年にかけて、ホルバートはNASCARに参戦し、19レースに出走した。ホルバートは主にジェームズ・ヒルトンのチームから参戦し、19レースのうち4レースでトップ10フィニッシュを果たした。
1983年、ホルバートはポルシェエンジンを搭載したマーチ・83GでIMSA GTPのタイトルを追加した。ポルシェはこの年、956をIMSA規則に適合させることができなかった。1983年2月27日、ホルバートはグランプリ・オブ・マイアミでシーズン初勝利を挙げると、全17レースのうち8レースに優勝した。1984年にはインディ500で4位に入り、1987年から1988年にかけてポルシェのインディカー活動を牽引した。
ホルバートはル・マン24時間レースに1983年、1986年、1987年の3勝、デイトナ24時間レースでは1986年と1987年の2勝、セブリング12時間レースでは1976年と1981年の2勝を挙げた。ホルバートは北米ポルシェのモータースポーツディビジョンのリーダーとなり、自身のチーム「ホルバート・レーシング」を運営した。
1988年、ホルバートは自身の初期の成功を支えたポルシェ・962は、ジャガー・XJR-9やエレクトラモーティブの日産・GTP ZX-Tのような車両によって時代遅れにされつつあると気付いた。ホルバートはカスタマーチームのためにポルシェのインディカー用エンジンを搭載したオープントップのレース車両を160万米ドルで作ることを計画した。それから10年ほど経ち、ポルシェは最終的にポルシェ・WSC95を作製したが、ホルバートとポルシェが計画したようなカスタマー販売は実現しなかった。2009年現在、ル・マン24時間レースを複数回制したアメリカ人は、ホルバートと、ホルバートが初優勝したときのチームメイト、ハーレイ・ヘイウッドのみである。
1988年10月30日、ホルバートはIMSAのコロンバス・フォードディーラーズ500に参戦した。その晩、ホルバートの所有するプロペラ機、パイパー・PA-60がオハイオ州コロンバス付近で離陸直後に墜落し、この飛行機に乗っていたホルバートは死亡した。墜落時、PA-60のクラムシェルドアは閉まっていなかった。ホルバートは、PA-60の飛行方向にあった住宅をうまくかわした。。シーズン終了後、ホルバートのチームは解散し、IMSAはホルバートが使用したカーナンバー14を永久欠番にした。
ホルバートレーシングのチーフメカニックだったケビン・ドーランは後にチームオーナーとなった。ホルバートの息子、トッド・ホルバートはホルバートレーシングのメカニックだったが、後にトヨタでタンドラとカムリのNASCAR車両開発に携わった。

## レース戦績

### ル・マン24時間レース
| ル・マン24時間レース 結果 | ル・マン24時間レース 結果      | ル・マン24時間レース 結果                 | ル・マン24時間レース 結果   | ル・マン24時間レース 結果 | ル・マン24時間レース 結果 | ル・マン24時間レース 結果 | ル・マン24時間レース 結果 |
| 年                        | チーム                         | コ・ドライバー                            | 車                          | クラス                    | 周回                      | 順位                      | クラス 順位               |
| ------------------------- | ------------------------------ | ----------------------------------------- | --------------------------- | ------------------------- | ------------------------- | ------------------------- | ------------------------- |
| 1977年                    | イナルテラ                     | ジャン＝ピエール・ベルトワーズ            | イナルテラ・LM77-コスワース | S +2.0                    | 275                       | 13位                      | 5位                       |
| 1980年                    | ポルシェ・システム             | デレック・ベル                            | ポルシェ・924 カレラGT      | GTP                       | 305                       | 13位                      | 6位                       |
| 1982年                    | ロスマンズ・ポルシェ・システム | ハーレイ・ヘイウッド ユルゲン・バルト     | ポルシェ・956               | C                         | 340                       | 3位                       | 3位                       |
| 1983年                    | ロスマンズ・ポルシェ・システム | ヴァーン・シュパン ハーレイ・ヘイウッド   | ポルシェ・956               | C                         | 370                       | 1位                       | 1位                       |
| 1985年                    | ロスマンズ・ポルシェ           | ヴァーン・シュパン ジョン・ワトソン       | ポルシェ・962C              | C1                        | 299                       | DNF                       | DNF                       |
| 1986年                    | ロスマンズ・ポルシェ           | デレック・ベル ハンス＝ヨアヒム・スタック | ポルシェ・962C              | C1                        | 368                       | 1位                       | 1位                       |
| 1987年                    | ロスマンズ・ポルシェ           | デレック・ベル ハンス＝ヨアヒム・スタック | ポルシェ・962C              | C1                        | 355                       | 1位                       | 1位                       |

### セブリング12時間レース
| セブリング12時間レース 結果 | セブリング12時間レース 結果            | セブリング12時間レース 結果               | セブリング12時間レース 結果 | セブリング12時間レース 結果 | セブリング12時間レース 結果 | セブリング12時間レース 結果 | セブリング12時間レース 結果 |
| 年                          | チーム                                 | コ・ドライバー                            | 使用車両                    | クラス                      | 周回                        | 順位                        | クラス 順位                 |
| --------------------------- | -------------------------------------- | ----------------------------------------- | --------------------------- | --------------------------- | --------------------------- | --------------------------- | --------------------------- |
| 1980年                      | サンダーバード・スワップショップ       | ジョン・ポール Sr. プレンストン・ヘン     | ポルシェ・935K3             | GTX                         | 239                         | 4位                         | 4位                         |
| 1981年                      | ベイサイド・ディスポーザル・レーシング | ハーレイ・ヘイウッド ブルース・レーベン   | ポルシェ・935-80            | GTX                         | 245                         | 1位                         | 1位                         |
| 1982年                      | ベイサイド・ディスポーザル・レーシング | ハーレイ・ヘイウッド ブルース・レーベン   | ポルシェ・935-80            | GTP                         | 231                         | 5位                         | 4位                         |
| 1983年                      | ベイサイド・ディスポーザル・レーシング | ハーレイ・ヘイウッド                      | ポルシェ・935-80            | GTP                         | 229                         | 3位                         | 2位                         |
| 1984年                      | ベイサイド・ローエンバウ               | ハーレイ・ヘイウッド クロード・バロ＝レナ | ポルシェ・935-80            | GTP                         | 123                         | DNF                         | DNF                         |
| 1985年                      | ホルバート・レーシング                 | デレック・ベル アル・アンサーJr.          | ポルシェ・962               | GTP                         | 277                         | 2位                         | 2位                         |
| 1986年                      | ホルバート・レーシング                 | デレック・ベル アル・アンサーJr.          | ポルシェ・962               | GTP                         | 269                         | 3位                         | 3位                         |
| 1987年                      | ホルバート・レーシング                 | チップ・ロビンソン                        | ポルシェ・962               | GTP                         | 296                         | 2位                         | 2位                         |
| 1988年                      | ホルバート・レーシング                 | チップ・ロビンソン                        | ポルシェ・962               | GTP                         | 142                         | DNF                         | DNF                         |

## 受賞歴
- 1993年、ホルバートは国際モータースポーツ殿堂に選出された。